# Marca de carn en el cavall
Una marca de carn és una marca natural determinada per una despigmentació de la pell combinada amb una absència o rarificació de pèls. En general és de petites dimensions i es localitza en àrees on la pell és més fina i el pelatge més escàs i fi: llavis, narius, musell, prop dels ulls, anus i zones genitals.
Una marca de carn ("flesh mark" en anglès; "ladre", "tache de ladre" o "marque de ladre" en francès; "liscio" en italià) no és una marca blanca. Convé distingir-les perfectament.

## Les marques de carn en les ressenyes
Tots els documents oficials indiquen la necessitat de no confondre una "marca blanca" amb una "marca de carn". Cal indicar-les per separat en la ressenya.

## Incidència en la salut del cavall
Com en totes les zones de pell despigmentada, l'exposició solar intensa pot ser perjudicial i és desaconsellable. En casos normals poden usar-se cremes per a protecció solar amb filtres als raigs UV. Hi ha opinions que aconsellen tatuar les marques de carn per a formar una pantalla permanent.

## Vitiligen

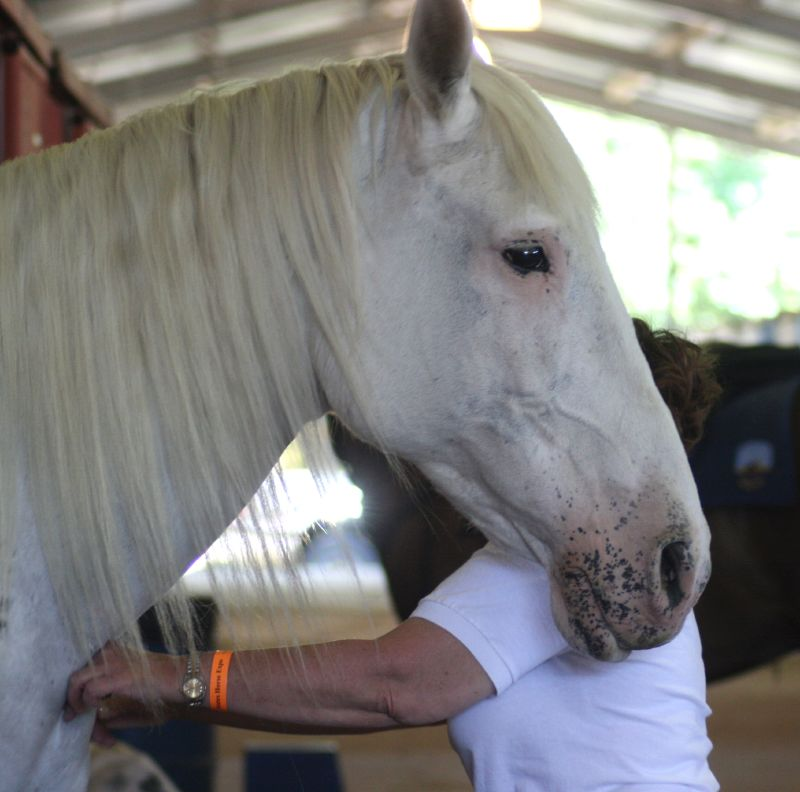
Cavall andalús amb vitiligen

En els humans el vitiligen és una malaltia degenerativa de la pell en què els melanòcits (les cèl·lules responsables de la pigmentació de la pell) moren, deixant així de produir melanina (substància causant de la pigmentació de la pell) a la zona on hi ha hagut la mort cel·lular.
Es manifesta per les taques blanques que resulten de l'absència del pigment a la pell; solen ésser lesions circulars amb vores definides i amb una extensió variable; encara que solen observar-se més freqüentment en les extremitats (mans i peus), zones d'extensió i flexió (genolls i colzes), i en alguns casos a la cara o als genitals.
Les causes d'aparició d'aquesta malaltia encara no han estat trobades amb certesa i els mecanismes pels quals es desencadena aquesta alteració encara es troben en procés d'estudi.
El vitiligen no és contagiós, ni pel tacte o el contacte de cap naturalesa; els processos que es donen per al seu inici són inherents a cada persona i, per tant, no hi ha cap perill de contagi.
En els cavalls el vitiligen pot ser de naixement o adquirit, de forma semblant al vitiligen dels humans. Les seves causes no es coneixen amb precisió.